# Maria Luisa Cassanmagnago Cerretti
Maria Luisa Cassanmagnago Cerretti (ur. 7 kwietnia 1929 w Bergamo, zm. 4 sierpnia 2008 w Mediolanie) – włoska polityk, ekonomistka i samorządowiec, parlamentarzystka krajowa, posłanka do Parlamentu Europejskiego.

## Życiorys
Z wykształcenia ekonomistka. Była wieloletnią działaczką Chrześcijańskiej Demokracji, wchodziła w skład rady krajowej tego ugrupowania. Od 1956 zasiadała w radzie miejscowości Vimercate, we władzach miejskich pełniła funkcję asesora do spraw budżetu. Później była radną i asesorem w administracji prowincji Mediolan.
W latach 1972–1979 sprawowała mandat posłanki do Izby Deputowanych VI i VII kadencji. W 1976 została delegowana w skład Europarlamentu. Po wprowadzeniu wyborów powszechnych do PE trzykrotnie (1979, 1984, 1989) była wybierana do tego gremium, zasiadając w nim do 1994 jako deputowana I, II i III kadencji. W latach 1982–1987 zajmowała stanowisko wiceprzewodniczącej Parlamentu Europejskiego.
Po rozpadzie chadecji w latach 90. działała kolejno we Włoskiej Partii Ludowej, partii Margherita i Partii Demokratycznej.